# Baltové

Přibližné rozmístění baltských kmenů okolo roku 1200

Baltové jsou indoevropská etnolingvistická skupina mluvící baltskými jazyky. K Baltům patří pouze dva současné národy, Litevci a Lotyši, ale řadí se k nim též ve středověku vyhynulí Prusové a Kuronci, a dále několik kmenů, jejichž jazyk žije dodnes v nářečních skupinách lotyštiny a litevštiny, jako Žemaité, Zemgalové a Latgalové.

## Historie
Území, na kterém dnes Baltové žijí, je výrazně menší než v minulosti. Ještě okolo roku 1200 žili přibližně na třikrát větším území než dnes. Starší rozsah osídlení bývá určován na základě toponymie. Podle konzervativního odhadu Aleksandra Vanagase se severní hranice baltského osídlení táhla od severních hranic dnešního Lotyšska k Moskvě, východní od Moskvy k Orlu, jižní podél řeky Sejm až k Západnímu Bugu, západní pak ležela na Visle. Odvážnější odhady považují za severní hranici Baltské moře, východní Volhu, jižní horská pásma na jihu Polska a západní dolní Havolu v dnešním Meklenbursku. Baltská toponyma lze nalézt i na českém území, jedná se například o názvy řek Cidlina, Metuje nebo Úpa.
Na základě glottochronologie došlo v první polovině 14. století př. n. l. k rozpadu baltoslovanské jednoty a okolo roku 800 př. n. l. se od dosud nediferenciované baltštiny oddělila skupina dialektů, předchůdců pozdější pruštiny. Až kolem roku 600 došlo k diferenciaci předchůdců litevštiny a lotyštiny. V téže době Slované asimilovali populace sídlící východně od dnešních baltských národů.
První písemnou zmínkou o Baltech je nejspíše dílo římského historika Tacita z 1. století, které zmiňuje kmeny žijící na pobřeží Baltu, které nazývá Aestii. Další zpráva pochází až z konce 9. století od anglosaského plavce Wulfstana, který se zmiňuje o tehdejších Prusech. Od 10. století se území obývané Balty stalo cílem křesťanských misionářů, jedním z prvních byl pražský biskup Vojtěch. Pokusy o christianizaci nebyly úspěšné, což vedlo od 12. století k pořádání křížových výprav, které měly Balty přinutit přijmout křest násilím. Místní kmenová knížectví křesťanskému tlaku dlouho odolávala a ve 13. století vzniklé Litevské velkoknížectví dokonce expandovalo. Christanizace počala až poté, co roku 1386 velkokníže Jogaila, zakladatel dynastie Jagellonců, přijal křest. Prusko a nynější Lotyšsko bylo na rozdíl od Litvy dobyto a násilně christianizováno už během 13. století.